# Silene bersieri
Silene bersieri är en nejlikväxtart som beskrevs av Gilbert François Bocquet. Silene bersieri ingår i släktet glimmar, och familjen nejlikväxter. Inga underarter finns listade i Catalogue of Life.